# حفل توزيع جوائز الأوسكار الثامن والأربعون
حفل توزيع جوائز الأوسكار الثامن والأربعون (بالإنجليزية: 48th Academy Awards)‏ هو حدث نظمته أكاديمية فنون وعلوم الصور المتحركة لتكريم أفضل الأفلام لسنة 1975. أقيم الحفل بتاريخ 29 مارس، 1976 في جناح دوروثي تشاندلر، لوس أنجلوس. قامت شبكة هيئة الإذاعة الأمريكية ببثّ الحفل، وقدّمه والتر ماثو، روبرت شو، جورج سيقال، غولدي هاون، جين كيلي. في هذه الدورة، فاز فيلم أحدهم طار فوق عش الوقواق بجائزة أفضل فيلم، وحاز الممثّل جاك نيكلسون على جائزة أفضل ممثّل، ونالت الممثلة لويز فليتشر جائزة أفضل ممثّلةٍ، وكانت جائزة الأوسكار لأفضل مخرج من نصيب المخرج ملوش فورمان.
أكثر الأفلام ترشيحاً للحصول على جوائز كان فيلم أحدهم طار فوق عش الوقواق حيث تلقّى 9 ترشيحات، وكان كذلك أكثرها فوزاً حيث فاز بـ 5 جوائز.

## الجوائز
- جائزة أفضل فيلم:

أحدهم طار فوق عش الوقواق
- جائزة أفضل مخرج:

ملوش فورمان
- جائزة أفضل ممثّل:

جاك نيكلسون
- جائزة أفضل ممثّلة:

لويز فليتشر
- جائزة أفضل ممثّل مساعد:

جورج برنز
- جائزة أفضل ممثّلة مساعدة:

لي غرانت
- جائزة أفضل سيناريو مقتبس:

أحدهم طار فوق عش الوقواق
- جائزة أفضل موسيقى تصويريّة:

الفك المفترس وباري ليندون
- جائزة أفضل تأثيرات بصريّة:

منطاد هندنبرغ
- جائزة أفضل خلط أصوات:

الفك المفترس

## وصلات خارجية
- حفل توزيع جوائز الأوسكار الثامن والأربعون على موقع IMDb (الإنجليزية)
- حفل توزيع جوائز الأوسكار الثامن والأربعون على موقع ميوزك برينز (الإنجليزية)
- الموقع الرسمي لجوائز الأكاديمية.
- الموقع الرسمي لأكاديمية فنون وعلوم الصور المتحركة.
- قناة جوائز الأوسكار على موقع يوتيوب (تُديره أكاديمية فنون وعلوم الصور المتحركة).
- مقتطفات فيديو من أكاديمية فنون وعلوم الصور المتحركة.